# Stadio Nuovo Mirandilla
Lo stadio Nuovo Mirandilla (in spagnolo Estadio Nuevo Mirandilla) è uno stadio spagnolo situato a Cadice. Ospita le partite interne della squadra locale, il Cádiz Club de Fútbol. 
Lo stadio è stato inaugurato nel 1955. In questo impianto la squadra locale ha ottenuto la migliore vittoria nel 2006, battendo per 5-0 il Málaga Club de Fútbol.

## Storia
Edificato tra il maggio 1954 e l'agosto 1955 sotto la guida degli architetti Manuel Muñoz Monasterio e Fernández Pujol, l'apprezzatore Fernando Accame e lo studio di ingegneria Gonzalo, ebbe un costo di 11 milioni di pesetas. Fu inaugurato il 3 settembre dello stesso anno, con l'incontro tra il Cadice e il Barcellona, che si impose per 4-0. Fu dotato di un sistema di illuminazione nel 1957.
Sottoposto a lavori di ristrutturazione una prima volta nel 1984, fu ammodernato tra il 2004 e il 2005 e subì un nuovo restyling dal 2008 al 2012.
Nel 2020 sono state indette diverse proposte per la modifica nome dell'impianto, dedicato alla memoria di Ramón de Carranza, sindaco della città andalusa in epoca franchista, in ottemperanza alla legge sulla memoria storica (Ley de Memoria Histórica) del 2007. Il 24 giugno 2021 lo stadio è stato ribattezzato Stadio "Nuevo Mirandilla".